# Ilha Coroação
Coroação é a maior das ilhas Órcades do Sul. Tem 46 km de comprimento por 5,6 a 14,8 km de largura. A ilha alonga-se na direção oeste-leste, sendo coberta por gelo e tem muitas baías, glaciares e picos, o mais alto dos quais, chamada Monte Nivea, chega a 1265 metros de altitude.
Foi descoberta em dezembro de 1821, no decurso da viagem conjunta do capitão Nathaniel Palmer, marinheiro dos Estados Unidos, e do capitão George Powell, marinheiro britânico. Foi assim chamada por Powell em homenagem à coroação de Jorge IV do Reino Unido, que era rei da Grã-Bretanha desde 1820. Powell tomou posse da ilha para o Reino Unido em 7 de dezembro de 1821 sob ordens de Jorge IV.

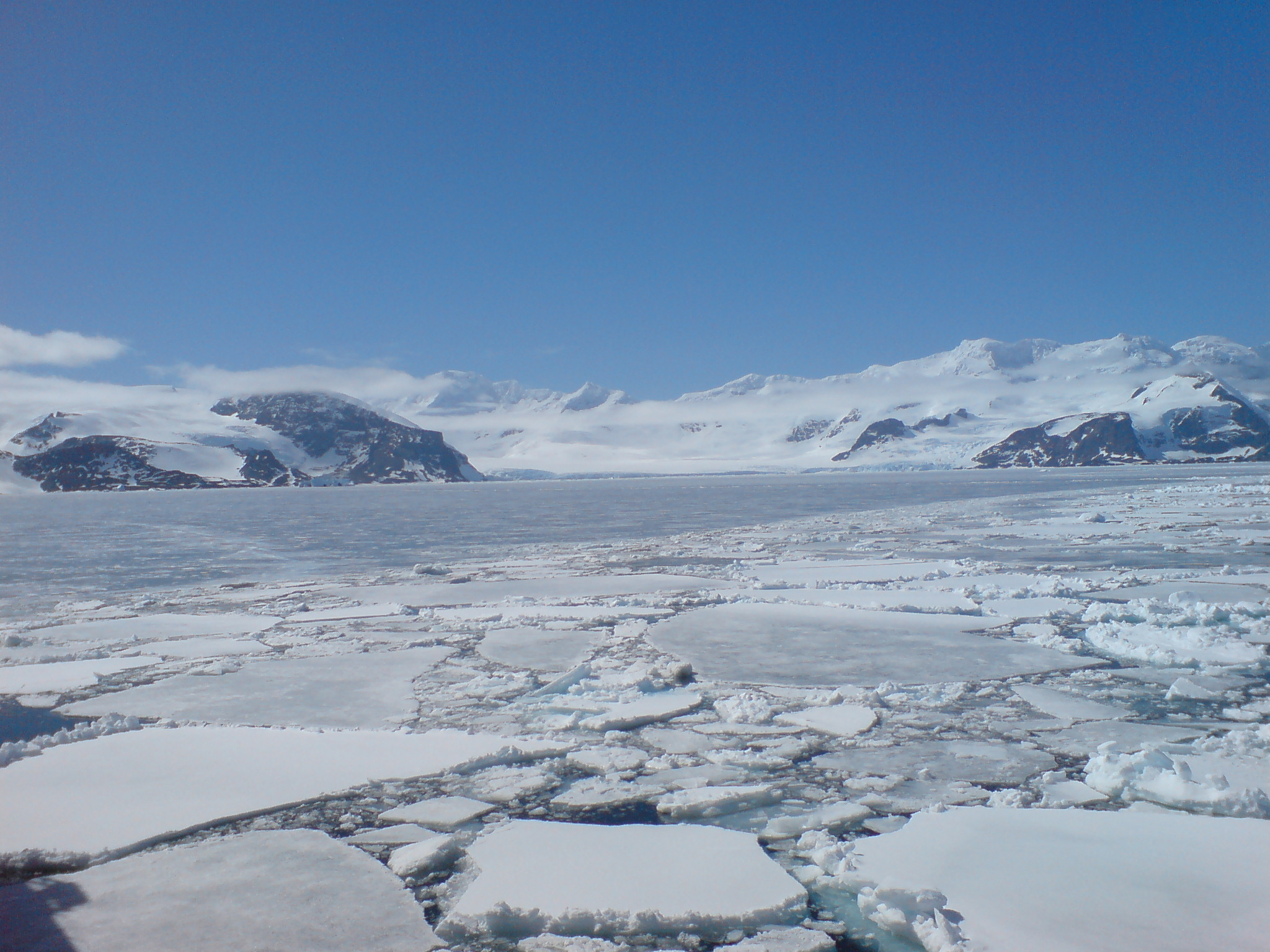
Paisagem da ilha Coroação